# Fiťácký informatický korespondenční seminář
Fiťácký informatický korespondenční seminář (FIKS) je korespondenční seminář pro studenty středních škol pořádaný Fakultou informačních technologií ČVUT v Praze. Byl založen na podzim roku 2013.

## Průběh soutěže
Každý ročník má pět kol se třemi úlohami. První kolo začíná většinou v září, poslední kolo končí v dubnu. Za každou úlohu je možné získat až 10 bodů. Maximálně lze tedy získat 150 bodů.
Na začátku kola jsou zadání úloh zveřejněna na webu soutěže, kde soutěžící také mohou odevzdávat svá řešení. Ta jsou jim poté organizátory opravena. 
Úspěšnými řešiteli se stanou studenti středních a základních škol, kteří získají alespoň polovinu možných bodů z ročníku, z toho alespoň 10 bodů z úloh typu „Zamysli se“ a „Rozmysli, popiš a naprogramuj!“. Výjimečně se lze stát úspěšným řešitelem také na jarním soustředění. Úspěšným řešitelům mohou být prominuty přijímací zkoušky na Fakultu informačních technologií ČVUT.

### Typy úloh
V semináři se vyskytují tyto typy úloh:
1. Odpověz Sfinze! – soutěžící napíše program, který řeší problém ze zadání. V odevzdávacím systému si vygeneruje vstup, který předá svému programu. Výstup pak do určitého časového limitu nahraje zpět do odevzdávacího systému a jsou mu přiděleny body. U většiny úloh je možné získat i méně bodů než 10, v případě, že soutěžící správně nevyřeší celý vstup.
2. Zamysli se! – jedná se o čistě teoretickou úlohu, kde soutěžící nepíše program a odevzdává pouze formální popis svého algoritmu.
3. Rozmysli, popiš a naprogramuj! – u těchto úloh se hodnotí nejen popis algoritmu jako u předchozího typu, navíc soutěžící musí napsat program, který tento algoritmus implementuje, a odevzdat jeho zdrojový kód.[3]

## Soustředění
Na základě výsledků ze semináře jsou nejlepší řešitelé zváni na soustředění. První víkendové se koná na podzim na půdě  Fakulty informačních technologií ČVUT. Druhé, na kterém mimo jiné probíhá i vyhlášení výsledků celého korespondenčního semináře, trvá týden a koná se na jaře zpravidla v nějakém rekreačním středisku v přírodě.

## Organizační tým
Organizátory FIKSu jsou zpravidla studenti Fakulty informačních technologií ČVUT.